# برنديسية قوانغشية
برنديسية قوانغشية (الاسم العلمي: Brandisia kwangsiensis) هي نوع من النباتات تتبع جنس البرنديسية من فصيلة البولفينية.